# Fransje Roscam Abbing-Bos
Francina Maria (Fransje) Roscam Abbing-Bos (Holten, 30 december 1932 – Almen, 25 oktober 2019) was een Nederlands politica.
Roscam Abbing-Bos was dochter van Piet Bos, die was in 1938 oprichter van natuurmuseum (diorama) in Holten. Hij was daarvan tot zijn overlijden in 1963 eigenaar. Aanvankelijk was zij directiesecretaresse en stewardess. In 1995 werd zij Eerste Kamerlid namens de Volkspartij voor Vrijheid en Democratie (VVD). Zij hield zich vooral bezig met buitenlandse zaken, ontwikkelingssamenwerking en onderwijs. Ze bekleedde vele functies in de VVD en was lid van de Universiteitsraad van de Rijksuniversiteit Leiden. Als echtgenote van de burgemeester Pieter Roscam Abbing van Rijswijk stond zij in 2001 voor de moeilijke keuze voor of tegen het wetsvoorstel inzake uitbreiding van Den Haag. Zij stemde vóór.
- Parlement.com: vg09llq1zazm